# Rouen Baseball 76
 (juin 2016).
 (juin 2016).
 (avril 2023).
Le Rouen Baseball 76 est un club français de baseball fondé en 1986. Les Huskies évoluent en Division 1 et les matchs à domicile sont disputés au Terrain Pierre-Rolland à Rouen, en Haute-Normandie. L'équipe réserve joue en Division 2, le deuxième niveau national. 

## Palmarès
- 2002 : Vainqueur du Challenge de France
- 2003 : Champion de France
- 2003 : Finaliste du Challenge de France
- 2004 : Vainqueur de la Coupe d'Europe de baseball (groupe B)
- 2005 : Champion de France
- 2005 : Finaliste du Challenge de France
- 2006 : Champion de France
- 2006 : Vainqueur de la Coupe d'Europe de baseball (groupe B)
- 2007 : Champion de France
- 2007 : Finaliste de la Coupe d'Europe de baseball
- 2007 : Vainqueur du Challenge de France
- 2008 : Champion de France
- 2009 : Champion de France
- 2009 : Vainqueur du Challenge de France
- 2010 : Champion de France
- 2011 : Champion de France
- 2012 : Champion de France
- 2012 : Final 4
- 2012 : Vainqueur du Challenge de France
- 2013 : Champion de France
- 2013 : Vainqueur du Challenge de France
- 2015 : Champion de France
- 2015 : Vainqueur du Challenge de France
- 2016 : Champion de France
- 2016 : Rang européen (7e)
- 2016 : Vainqueur de la Confederation Cup
- 2016 : Vainqueur du Challenge de France
- 2017 : Champion de France
- 2018 : Champion de France
- 2018 : Vainqueur du Challenge de France
- 2019 : Champion de France
- 2019 : Finaliste du Challenge de France
- 2021 : Champion de France
- 2021[1] : Finaliste du Challenge de France
- 2022 : Champion de France
- 2022[2],[3] : Vainqueur de la Confederation Cup
- 2022 : Vainqueur du Challenge de France
- 2024 : Champion de France

## Histoire

### Les débuts des Huskies
Le club a été fondé par Pierre-Yves Rolland, Xavier Rolland, Marcel Brihiez et Charles Michel Do Marcolino. Ses statuts ont été déposés en préfecture en mars 1986.
1987 est marquée par l'entrée en compétition officielle des Huskies qui prennent part au championnat régional d'Île-de-France. Les Huskies disputent la finale contre la réserve des Lions de Savigny à Saint-Germain-en-Laye. Les Rouennais s'imposent sur un retrait au marbre réalisé par Daryl Lee. À la suite de cette belle saison, le club est promu en Division 2.
Les Huskies disputent deux saisons en D2 (1988 et 1989) avant d'atteindre la finale de l'épreuve. Face aux Barracudas de Montpellier à Savigny-sur-Orge, les Rouennais créent la surprise en s'imposant après avoir perdu le premier des trois matchs de cette série finale. Ce titre ouvre les portes en Division 1 aux Huskies.

### Retour gagnant parmi l'Élite
En 2004, le club remporte la Coupe d'Europe des Champions (groupe B). En 2005, il remporte un second championnat de France Élite. En 2006, les Huskies remportent leur deuxième Coupe d'Europe des champions (groupe B) et conservent leur titre de champion de France en battant les Tigers de Toulouse par trois victoires à deux en séries finales.

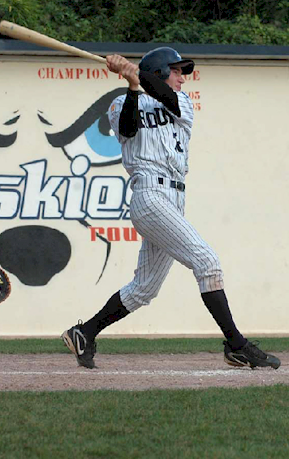
Joris Bert.

En 2007, le club dispute à Saint-Marin la Coupe d'Europe et atteint la finale après avoir battu le tenant du titre en poules, puis les italiens de Telemarket Rimini en demi-finales. La finale de l'épreuve se déroule le samedi 16 juin 2007 et se termine par une défaite honorable 1 à 3 face aux néerlandais de Kinheim. Rouen est la première équipe non-italienne et non-néerlandaise à atteindre la finale de la plus prestigieuse Coupe d'Europe de baseball depuis 1976.
Quelques jours plus tôt, le champ centre Joris Bert connait l'honneur d'être le premier joueur français à être repêché par une franchise de Ligue majeure de baseball (les Dodgers de Los Angeles).
Rouen conserve son titre de champion de France en août 2007. Les Huskies s'imposent en effet en finale face aux Templiers de Sénart par trois victoires à deux.
En 2008, le club dispute à Grosseto la Coupe d'Europe. Après avoir échoué en demi-finale contre les néerlandais de Kinheim, futurs vainqueurs, les Huskies terminent la compétition à la quatrième place.
Nouvelle opposition face aux Templiers de Sénart à l'occasion de la finale du championnat de France. Les Templiers semblent prendre l'ascendant sur les Huskies lors des premières parties, mais Rouen s'impose à domicile lors du match décisif.
Les Huskies retrouvent les terrains européens dès avril 2009 pour disputer un tournoi qualificatif pour la finale à quatre de la Coupe d'Europe. La compétition se tient en Italie et propose au menu des Huskies quelques ténors, tels que les Amsterdam Pirates, Nettuno Baseball, Marlins Puerto de la Cruz, Royal Greys BSC et Regensburg Legionäre. Les deux premiers de ce groupe sont qualifiés pour la finale à quatre. Joris Bert effectue une pige sous les couleurs de Rouen à l'occasion de ce tournoi. Le 1er avril, les champions de France, les Huskies de Rouen, signent deux succès en une journée : d'abord face aux champions d'Espagne, les Marlins Puerto de la Cruz (2-0), puis contre les champions des Pays-Bas, les Amsterdam Pirates (8-5 en 6 manches, match interrompu par la pluie). Il s'agit de la première victoire française en Coupe d'Europe face à un club néerlandais. Le lendemain, les Huskies remportent en onze manches le match face à Anvers, champion de Belgique, mais échouent lors du dernier match pour la qualification au Final Four. Ils remportent cette année-là leur 5e titre consécutif de champion de France face à Savigny (3 victoires à 1). Les Huskies signent à cette occasion un nouveau doublé championnat/Challenge de France. Rouen remporte également le Challenge face à Savigny 7 à 5 à Montpellier.
En 2010, les Huskies vont vivre une saison en deux temps. Première partie, ratée. Irréguliers en championnat, sortis prématurément du Challenge de France, les Huskies passent au travers de leur Coupe d’Europe à Brno (République tchèque). Mais cela va provoquer une prise de conscience dans le groupe. Robin Roy reprend l’équipe. Malgré de nombreux absents (Lefevre et Becquey sont repartis aux États-Unis, par exemple), Rouen termine la saison en boulet de canon et lance des jeunes pleins de culot dans le bain (Oscar Combes fait ses débuts en Elite). Invaincu en championnat, Rouen remporte le titre face à Savigny 3 à 1 à l’issue d’une série finale particulièrement intense. Et en septembre, Rouen accueille les matchs de barrage de la Coupe d’Europe avec les Croates de Karlovac et les Allemands de Solingen. Les Huskies remportent leurs quatre matchs et se débarrassent des futurs champions d’Allemagne, les Alligators de Soligen, 4/1 et 7/2. La France restera dans le groupe A européen.
En 2011, Rouen reprend ses bonnes habitudes en remportant le Challenge de France (victoire 6/4 face à Savigny) organisé sur son terrain. A Parme, en Coupe d'Europe, en juin, Rouen termine 5e (avec une victoire 1/0 face aux Espagnols de Tenerife. Les Huskies passent tout près d’un exploit retentissant face au club local, Parme (club le plus titré d’Europe), en menant 4/1, puis 4/3 jusqu’en 8e, avant de perdre en 9me 4/5 sur un homerun... En championnat de France, Rouen se fait des frayeurs. Opposé à Montpellier, Rouen perd ses deux premiers matchs 4/3 et 8/3. Il faut réaliser un comeback improbable au retour, à domicile. Et les Huskies vont le faire. 4/2, 4/1... et finalement 4/3 dans le 5me et dernier match. Rouen décroche sa 8me couronne.
2012, la plus grande année du club ? Cette saison va ressembler à 2007. Victoire au Challenge de France sur le terrain de Sénart. Puis place à la Coupe d'Europe. Chris Mezger (RHP), Ethan Paquette (3B) et Matthew Smith (UT sont venus renforcer Rouen. Et l'équipe va frapper très fort en Coupe d'Europe à Rotterdam. Cela commence lors du match d'ouverture avec une victoire retentissante face aux champions des Pays-Bas (6/3), devant leur public. Puis Rouen enchaine les victoires (12/3 face à Barcelone, 4/2 face à Ratisbonne, 12/0 face à Brno). Rouen gagne son billet pour le Final 4 européen qui se déroulera en Italie, à Nettuno, près de Rome.
Mais avant, Rouen a une nouvelle finale nationale à disputer. Comme souvent, Rouen perd le premier match de la série (face à Sénart), mais hausse son niveau de jeu ensuite pour remporter les trois matchs suivants. C'est avec un titre de champion de France en poche que les Huskies débarquent à Rome pour le Final Four (sans Lefevre, parti aux États-Unis, et sans Paquette, suspendu). Le miracle n'aura pas lieu. Défaite face à Bologne (4/0) et Amsterdam (8/7).
Le club célèbre également cette saison 2012 le premier titre de champion de France en U12 (victoire face à Montigny en finale à Perpignan)           
2013. La saison va revivre un duel Rouen/Sénart. Au profit des Normands. D'abord, lors du Challenge de France à Paris. En finale, Rouen est mené 7/1 avant de renverser la vapeur. Victoire 9/7. Puis retrouvailles en finale du championnat de France. Menés deux victoires à une, Rouen ne va pas trembler. Devant son public, l'équipe balaie Sénart lors des deux derniers matchs. Rouen est une nouvelle fois champion ! Rouen puissance 10 ! Et la Coupe d'Europe à Barcelone ? Privé de Bert, Piquet, Gauthier, Lefevre, Rouen fait confiance à ses jeunes (Dagneau, Gleeson...). L'équipe part en Espagne en mode commando. Et l'équipe crée un nouvel exploit en battant Kinheim (NL) 9 à 7. Mais la suite est plus difficile. Malgré un grand Ozanich sur le monticule, Rouen perd 1/0 face à Brno en 9me manche sur la seule erreur du match. Puis 2/1 face à Barcelone et 6/3 face à Rimini (après avoir mené jusqu'en 9me). Rouen devra passer par les barrages pour conserver la place de la France en groupe A. Ce sera fait à Rouen en septembre avec des victoires face à Moscou et Anvers.
En clôture de la saison, nouveau titre de champion de France U12 face à Boé Bon Encontre.
2014, l'année blanche. Rien ne marche cette saison. Rouen se fait sortir du Challenge de France par Montpellier en demi finale en extra inning. Puis par Paris en demi finale du championnat de France. Pour la première fois depuis 10 ans, Rouen n'est pas en finale. Seule embellie, la Coupe d'Europe à Amsterdam. Victoires face aux Italiens de Nettuno (3/0), face aux Allemands de Soligen 8/7 en 11 manches (face à l'ex lanceur rouennais, l'Américain Chris Mezger) ou face à Prague 11/10. Malheureusement, c'est une équipe qui n'avait plus de jus qui a affronté San Marino pour une place en finale. Défaite 8/2 face aux futurs champions d'Europe.
2015, l'heure de la revanche. Les Huskies l'annoncent, ils veulent tout gagner à nouveau. Rouen a recruté le lanceur droitier des White Sox de Chicago Jeff McKenzie, l'arrêt court vénézuélien Larry Infante et le 1er but du Texas Kevin Lusson. Les Huskies survolent la saison avec une seule défaite en saison régulière, une nouvelle victoire au Challenge de France (6/3 face à Sénart) et se présentent en grand favori en finale face à Montpellier. Pourtant, ce sont les Barracudas qui démarrent la finale par une victoire (4/0). Rouen est bousculé mais va réagir. Victoires 3/0, 6/4 et 6/4. Rouen remporte son onzième titre !

## Effectif actuel

### Lanceurs
- IGAMI Chikara
- MAGNIEN Arthur
- MERCADIER Thibault
- MOULIN Quentin
- PRIOUL Esteban
- VAUGELADE Yoann
- VINCENT Joshua

### Receveurs
- GLEESON Dylan

### Joueurs de champ intérieur
- BRAINVILLE Louis (3B)
- BLONDEL Hugo (1B)
- DEFRIES Jake (SS)
- GUERN Auguste (2B,SS)
- HARRISON Gabriel (3B,SS)
- SMITH Jalen (3B)
- TOUBEAUX Joseph (2B,SS)

### Joueurs de champ extérieur
- BERT Joris (CG)
- DAGNEAU Bastien (CD)
- MASSON Jean-Christophe (CD)
- VISSAC Martin (CC)

## Tableau
| Saison | Division         | Saison régulière | Saison régulière | Saison régulière | Séries éliminatoires                                           |
| Saison | Division         | Classement       | Vic.             | Déf.             | Séries éliminatoires                                           |
| 1987   | DH Île-de-France | 1er              |                  |                  |                                                                |
| 1988   | Nationale 2 (D3) |                  |                  |                  |                                                                |
| 1989   | Nationale 2 (D3) |                  |                  |                  | finale : V 3-1 (Montpellier) Champion                          |
| 1990   | Nationale 1 (D2) |                  |                  |                  | finale : D 1-2 (Brévannes) Vice-champion                       |
| 1991   | Élite (D1)       | 4e               |                  |                  |                                                                |
| 1992   | Élite (D1)       | 4e               |                  |                  |                                                                |
| 1993   | Élite (D1)       |                  |                  |                  |                                                                |
| 1994   | Nationale 1 (D2) |                  |                  |                  |                                                                |
| 1995   | Nationale 1 (D2) |                  |                  |                  |                                                                |
| 1996   | Nationale 1 (D2) |                  |                  |                  |                                                                |
| 1997   | Nationale 1 (D2) |                  |                  |                  |                                                                |
| 1998   | Nationale 1 (D2) |                  |                  |                  |                                                                |
| 1999   | Nationale 1 (D2) |                  |                  |                  |                                                                |
| 2000   | Nationale 1 (D2) |                  |                  |                  |                                                                |
| 2001   | Nationale 1 (D2) |                  |                  |                  | finale : V 2-0 (Cherbourg) Champion                            |
| 2002   | Élite (D1)       |                  |                  |                  | 1/2 f. : D 1-2 (Savigny)                                       |
| 2003   | Élite (D1)       |                  |                  |                  | 1/2 f. : V 2-1 (Paris UC) finale : V 3-0 (Savigny) Champion    |
| 2004   | Élite (D1)       |                  |                  |                  | 1/2 f. : D 0-2 (Montpellier)                                   |
| 2005   | Élite (D1)       |                  |                  |                  | 1/2 f. : V 2-0 (Sénart) finale : V 3-1 (Savigny) Champion      |
| 2006   | Élite (D1)       | 2e               | 27               | 5                | 1/2 f. : V 3-0 (Savigny) finale : V 3-2 (Toulouse) Champion    |
| 2007   | Élite (D1)       | 1er              | 20               | 4                | 1/2 f. : V 3-1 (Montpellier) finale : V 3-2 (Sénart) Champion  |
| 2008   | Élite (D1)       | 2e               | 22               | 6                | poules : 1er/4 ; 11-1 finale : V 3-2 (Sénart) Champion         |
| 2009   | Élite (D1)       | 1er              | 25               | 3                | poules : 2e/4 ; 7-2 finale : V 3-1 (Savigny) Champion          |
| 2010   | Élite (D1)       | 3e               | 17               | 7                | poules : 1er/4 ; 9-0 finale : V 3-1 (Savigny) Champion         |
| 2011   | Élite (D1)       | 3e               | 19               | 9                | 1/2 f. : V 3-1 (Savigny) finale : V 3-2 (Montpellier) Champion |
| 2012   | Division 1       | 1er              | 26               | 2                | 1/2 f. : V 3-0 (Savigny) finale : V 3-1 (Sénart) Champion      |
| 2013   | Division 1       | 1er              | 24               | 4                | 1/2 f. : V 3-1 (Montpellier) finale : V 3-2 (Sénart) Champion  |
| 2014   | Division 1       | 3e               | 20               | 8                | 1/2 f. : D 3-0 (Paris)                                         |
| 2015   | Division 1       | 1er              | 27               | 1                | 1/2 f. : V 3-0 (Paris) finale : V 3-1 (Montpellier) Champion   |
| 2016   | Division 1       | 1er              | 24               | 3                | 1/2 f. : V 3-0 (Toulouse) finale : V 3-1 (Sénart) Champion     |
| 2017   | Division 1       | 1er              | 26               | 2                | 1/2 f. : V 3-0 (Montigny) finale : V 3-2 (Sénart) Champion     |
| 2018   | Division 1       | 4e               | 15               | 9                | 1/2 f. : V 3-0 (Sénart) finale : V 3-0 (Montigny) Champion     |
| 2019   | Division 1       | 1er              | 16               | 4                | finale : V 3-1 (Sénart) Champion                               |
| 2020   | Division 1       |                  |                  |                  | annulé en raison de la Covid-19                                |
| 2021   | Division 1       | 1er              | 12               | 4                | 1/2 f. : V 3-1 (Montpellier) finale : V 3-2 (Sénart) Champion  |
| 2022   | Division 1       | 2me              | 12               | 4                | 1/2 f. : V 3-0 (Montpellier) finale : V 3-1 (Savigny) Champion |
| 2023   | Division 1       | 6me              | 17               | 10               |                                                                |
| 2024   | Division 1       | 1er              | 21               | 7                | 1/2 f. : V 3-0 (Toulouse) finale : V 3-0 (Savigny) Champion    |